# Барон Лейтем

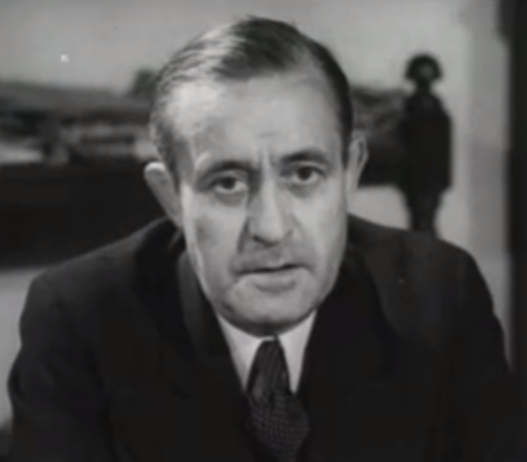
Чарльз Лэтам, 1-й барон Лейтем, 1945 год

Барон Лейтем из Хендона в графстве Мидлсекс — наследственный титул в системе Пэрства Соединённого королевства. Он был создан 16 января 1942 года для британского политика-лейбориста Чарльза Лейтем (1888—1970). Он был лидером совета Лондонского графства с 1940 по 1947 год. Также он являлся лордом-лейтенантом Мидлсекса (1945—1956).
По состоянию на 2024 год носителем титула являлся его внук, 2-й барон Лейтем (род. 1954), который сменил своего отца в 1970 году. Его наследником является его младший брат-близнец, достопочтенный Фрэнсис Чарльз Оллман Лейтем (род. 1954). Лорд Лейтем проживает в Австралии.

## Бароны Лейтем (1942)
- 1942—1970: Чарльз Лейтем, 1-й барон Лейтем  (26 декабря 1888 — 31 марта 1970), сын Джорджа Лэтама (1852—1929)[1];
- 1970 — настоящее время: Доминик Чарльз Лейтем, 2-й барон Лейтем  (род. 20 сентября 1954), старший сын достопочтенного Фрэнсиса Чарльза Оллмана Лейтем (1917—1959), внук предыдущего[2];
  - Наследник титула: достопочтенный Энтони Лейтем (род. 20 сентября 1954), младший брат-близнец предыдущего[3].